# Roland Darracq
Pour les articles homonymes, voir Darracq (homonymie).
Pas d'image ? Cliquez ici

a Compétitions nationales et continentales officielles uniquement.

b Matchs officiels uniquement.
Roland Darracq, né le 20 janvier 1933 à Dax et mort le 2 septembre 1999 dans la même ville, est un joueur français de rugby à XV qui évolue au poste de troisième ligne aile. International français, il joue la majeure partie de sa carrière senior au sein du club de l'US Dax.

## Biographie
Né le 20 janvier 1933 à Dax, Roland Darracq commence la pratique du rugby à XV au sein des Genêts, équipe scolaire de l'école supérieure de Dax, ses parents refusant qu'il prenne une licence en club. Champion académique au terme de la saison 1949-1950 en compagnie d'André Boniface, il joue en parallèle au football avec la Jeanne d'Arc de Dax. Il signe finalement en 1951 une licence junior avec l'équipe de rugby de l'Union sportive dacquoise, autre club omnisports de la ville.
Dès la saison 1953-1954, il intègre l'équipe première senior. Après une première sélection en équipe de France « B » en 1956, Darracq participe à la première finale du club dacquois, s'inclinant contre le FC Lourdes.
La saison suivante, il obtient sa première cape internationale le 21 avril, affrontant l'Italie à Agen. Ce match reste son unique sélection internationale,. Quelques semaines plus tard, il remporte le Challenge Yves du Manoir de 1957 contre l'AS Montferrand. Il réitère sa performance avec l'US Dax deux saisons plus tard contre la Section paloise.
En 1960, il guide ses coéquipiers jusqu'en demi-finale du championnat. Néanmoins, malgré ses performances, il connaît des différends avec l'un des dirigeants du club et demande sa mutation au SA Saint-Sever ; sa libération n'ayant pas été accordée à temps, il n'évolue dans aucun club pour la saison 1960-1961.
Darracq rejoint finalement le Stade montois l'année suivante. Malgré de bons premiers matchs, une fracture de la main l'empêche de finir la saison.
Après une saison dans la préfecture, il s'engage avec l'AS Soustons, pensionnaire de 2e division, avec laquelle il terminera sa carrière sportive en tant que capitaine.
Il meurt le 2 septembre 1999 dans sa ville natale.

## Palmarès
- Championnat de France :
  - finaliste (1): 1956 avec l'US Dax.
- Challenge Yves du Manoir :
  - Vainqueur (2): 1957 et 1959 avec l'US Dax.